# Campeonato Mundial de Judô de 2001
O Campeonato Mundial de Judô de 2001 foi a 22° edição do Campeonato Mundial de Judô, realizada em Munique, Alemanha, entre 26 de julho e 29 de julho de 2001.

## Medalhistas

### Masculino
| Evento  | Ouro                  | Prata           | Bronze                                 |
| ------- | --------------------- | --------------- | -------------------------------------- |
| 60 kg   | Anis Lounifi          | Cedric Taymans  | John Buchanan Kazuhiko Tokuno          |
| 66 kg   | Arash Miresmaili      | Musa Nastuyev   | Yordanis Arencibia Kim Hyung-Ju        |
| 73 kg   | Vitaliy Makarov       | Yusuke Kanamaru | Askhat Shakharov Krzysztof Wiłkomirski |
| 81 kg   | Cho In-Chul           | Aleksei Budõlin | Sergei Aschwanden Elkhan Rajabli       |
| 90 kg   | Frédéric Demontfaucon | Zurab Zviadauri | Rasul Salimov Yoon Dong-Sik            |
| 100 kg  | Kosei Inoue           | Antal Kovács    | Jang Sung-ho Askhat Zhitkeyev          |
| +100 kg | Aleksandr Mikhailine  | Selim Tataroğlu | Mahmoud Miran Shinichi Shinohara       |
| Aberto  | Aleksandr Mikhailine  | Ariel Zeevi     | Frank Möller Dennis van der Geest      |

### Feminino
| Evento | Ouro                | Prata               | Bronze                            |
| ------ | ------------------- | ------------------- | --------------------------------- |
| 48 kg  | Ryoko Tamura        | Ri Kyong-Ok         | Danieska Carrión Giuseppina Macri |
| 52 kg  | Kye Sun-Hui         | Raffaella Imbriani  | Liu Yuxiang Legna Verdecia        |
| 57 kg  | Yurisleidis Lupetey | Deborah Gravenstijn | Isabel Fernández Kie Kusakabe     |
| 63 kg  | Gella Vandecaveye   | Sara Álvarez        | Anaisis Hernández Ayumi Tanimoto  |
| 70 kg  | Masae Ueno          | Kate Howey          | Regla Leyén Ulla Werbrouck        |
| 78 kg  | Noriko Anno         | Yurisel Laborde     | Céline Lebrun Lee So-yeon         |
| +78 kg | Yuan Hua            | Midori Shintani     | Daima Beltrán Sandra Köppen       |
| Aberto | Céline Lebrun       | Karina Bryant       | Catarina Rodrigues Tong Wen       |

### Quadro de Medalhas
| Ordem | País            | Medalha de ouro | Medalha de prata | Medalha de bronze | Total |
| ----- | --------------- | --------------- | ---------------- | ----------------- | ----- |
| 1     | Japão           | 4               | 2                | 4                 | 10    |
| 2     | Rússia          | 3               | 0                | 0                 | 3     |
| 3     | França          | 2               | 0                | 1                 | 3     |
| 4     | Cuba            | 1               | 1                | 6                 | 8     |
| 5     | Bélgica         | 1               | 1                | 1                 | 3     |
| 6     | Coreia do Norte | 1               | 1                | 0                 | 2     |
| 7     | Coreia do Sul   | 1               | 0                | 4                 | 5     |
| 8     | China           | 1               | 0                | 2                 | 3     |
| 9     | Irã             | 1               | 0                | 1                 | 2     |
| 10    | Tunísia         | 1               | 0                | 0                 | 1     |
| 11    | Grã-Bretanha    | 0               | 2                | 1                 | 3     |
| 12    | Alemanha        | 0               | 1                | 2                 | 3     |
| 13    | Espanha         | 0               | 1                | 1                 | 2     |
| 13    | Países Baixos   | 0               | 1                | 1                 | 2     |
| 15    | Estónia         | 0               | 1                | 0                 | 1     |
| 15    | Geórgia         | 0               | 1                | 0                 | 1     |
| 15    | Hungria         | 0               | 1                | 0                 | 1     |
| 15    | Israel          | 0               | 1                | 0                 | 1     |
| 15    | Turquia         | 0               | 1                | 0                 | 1     |
| 15    | Ucrânia         | 0               | 1                | 0                 | 1     |
| 21    | Azerbaijão      | 0               | 0                | 2                 | 2     |
| 21    | Cazaquistão     | 0               | 0                | 2                 | 2     |
| 23    | Itália          | 0               | 0                | 1                 | 1     |
| 23    | Polónia         | 0               | 0                | 1                 | 1     |
| 23    | Portugal        | 0               | 0                | 1                 | 1     |
| 23    | Suíça           | 0               | 0                | 1                 | 1     |